# 4차원 주머니
4차원 주머니(일본어: 四次元ポケット 요지겐 포켓또[*])는 후지코 F. 후지오의 SF 만화 『도라에몽』에 등장하는 비밀도구이다. 작중에서 가장 사용 빈도가 높은 도구이다.

## 개요
주머니 안쪽이 4차원 공간(웜홀)에 연결되어 있으며 무한한 물체를 수납할 수 있다. 평소에는 도라에몽의 복부에 장착되어 있다. 노비타를 돕는 다양한 비밀도구는 4차원 공간의 4차원 창고에 보관되어 있다. 또한 예비 주머니(후술)와 4차원 공간 너머로 연결되어 있다. 주머니의 구(口) 이상의 물체도 넣고 꺼내는 것이 가능하다(그런 때에는 도구의 크기가 주머니의 구의 크기에 맞게 왜곡됨). 주머니를 붙인 채로 머리부터 주머니에 돌진하여 전신을 넣으면 주머니를 포함한 전신을 4차원 공간으로 수용할 수도 있다. 4차원 공간의 내부는 노란색이고 만화경을 움직인 듯한 풍경이 펼쳐지고 있으며 수납물은 4차원 공간을 감돌고 있다.
주머니의 외부 색상은 하얀색이지만 초기의 『코로코로 코믹』의 표지 등에서는 주황색이다. 또한 도라미의 4차원 주머니는 체크 무늬가 붙어 있다.
구의 부분에는 '이미지 검색 기능'이 내장되어 있다. 원하는 비밀도구를 머리로 이미지하면서 주머니에 손을 넣으면 내부의 컴퓨터가 자동으로 해당 비밀도구를 꺼내준다. 이를 통해 수많은 비밀도구 중에서 그 상황에 따라 비밀도구를 신속하게 검색할 수 있다. 비밀도구에 대해서 몰라도 희망이 명확하면 도구는 나올 것 같고 실제로 미래에 대해 아무것도 모르는 옛날 인간이 주머니를 찾아 (사용법은 몰라도)용도에 맞는 비밀도구를 꺼낸 적이 있다(『노비타의 도라비안 나이트』).
비밀도구 이외에도 일용품도 다수 보관되어 있다. 비상식으로 도라야키를 넣고 다니기도 한다('백악 선행').
그러나 너무 혼란스럽게 물건을 보관하면 원하는 물건을 찾을 때 시간이 걸린다. 특히 도라에몽이 당황할 때 같은 이미지가 굳어지지 않게 하기 위하여 "이것도 아니고 저것도 아니고"라고 말하며 장화나 빈 깡통 등을 마구 꺼내 던지면서 주머니를 뒤지는 경우가 많다. 이 패턴의 초출은 텐토우무시코믹스 2권 수록 「공룡 헌터」에서, 거기에서는 공룡을 유인하기 위한 버터와 잼을 노비타가 도시락으로 착각하여 그것과 함께 대량의 식품을 주머니에 채운 것이 원인이 되었다.
카트리지식으로 도라에몽의 복부에서 자유롭게 탈부착할 수 있다. 인간이 자신의 옷에 붙일 수도 있지만 도라에몽처럼 비밀도구를 다룰 여부는 본인의 기량 나름이다. 시즈카는 능숙하게 다루었지만(26권 「마녀 아이 시즈짱」) 노비타가 사용했을 때에는 역시 실패가 연속되었다(34권 「웅덩이의 피라루크」 외).
원래는 "뭐든지 꺼내는 주머니" 이상의 설정이 아니라 텐토우무시코믹스에서의 단행본 출판시 작성자에게 4차원에 관한 것이 기술 된 것이 처음으로 이후 극중 등에 대한 공식 설정으로 이어졌다.
『도라에몽』 이전에 연재된 후지코 작품 『우메보시 덴카』에서 덴카네가 타고 온 평형 우주선에서 다양한 도구가 나온다는 설정이 4차원 주머니에 플롯되었다.

## 같이 보기
- 도라에몽의 도구
- 4차원 휴지통
- 차원
  - 4차원
- 웜홀